# Huilai

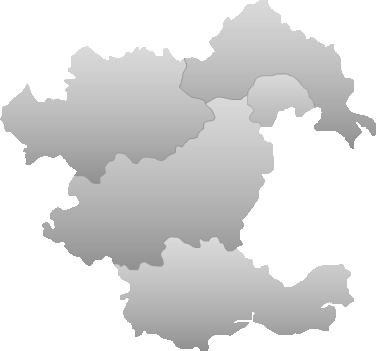
Lage des Kreises Huilai im Gebiet der bezirksfreien Stadt Jieyang

Der Kreis Huilai (chinesisch 惠来县, Pinyin Huìlái Xiàn) ist ein Kreis in der südchinesischen Provinz Guangdong. Er gehört zum Verwaltungsgebiet der bezirksfreien Stadt Jieyang. Huilai hat eine Fläche von 1.251 km² und zählt 1.040.779 Einwohner (Stand: Zensus 2020). Sein Hauptort ist die Großgemeinde Huicheng (惠城镇).

## Administrative Gliederung
Auf Gemeindeebene setzt sich der Kreis aus vierzehn Großgemeinden zusammen. 